# Rye Brook
Rye Brook és una població dels Estats Units a l'estat de Nova York. Segons el cens del 2000 tenia 8.602 habitants.

## Demografia
Segons el cens del 2000, Rye Brook tenia 8.602 habitants, 3.122 habitatges, i 2.435 famílies. La densitat de població era de 957,1 habitants per km².
Dels 3.122 habitatges en un 37,6% hi vivien nens de menys de 18 anys, en un 68,4% hi vivien parelles casades, en un 7,3% dones solteres, i en un 22% no eren unitats familiars. En el 18,8% dels habitatges hi vivien persones soles el 9,6% de les quals corresponia a persones de 65 anys o més que vivien soles. El nombre mitjà de persones vivint en cada habitatge era de 2,72 i el nombre mitjà de persones que vivien en cada família era de 3,09.
Per edats la població es repartia de la següent manera: un 25,5% tenia menys de 18 anys, un 3,8% entre 18 i 24, un 27,9% entre 25 i 44, un 25,5% de 45 a 60 i un 17,3% 65 anys o més.
L'edat mediana era de 41 anys. Per cada 100 dones de 18 o més anys hi havia 87,4 homes.
La renda mediana per habitatge era de 98.864 $ i la renda mediana per família de 111.287 $. Els homes tenien una renda mediana de 75.712 $ mentre que les dones 45.698 $. La renda per capita de la població era de 48.617 $. Entorn de l'1,8% de les famílies i el 2,9% de la població estaven per davall del llindar de pobresa.